# Ftia II
Ftia II (gr.: Φθία, Phthίa) (IV w. p.n.e.) – królowa Epiru, córka Menona z Farsalos, hipparchy Tesalii, żona Ajakidesa, króla Epiru, matka słynnego Pyrrusa, przyszłego króla Epiru, Macedonii i Sycylii, oraz dwóch córek: Dejdamii, przyszłej żony króla Macedonii Demetriusza I Poliorketesa, oraz Troas.
Portret Ftii znaleziono na kilku monetach wybitych przez syna Pyrrusa. Jedna z nich przedstawia na awersie głowę Ftii, a na rewersie wizerunek Ateny Promachos z tarczą i włócznią w pozycji bojowej, zaś wokół napis w języku greckim ΒΑΣΙΛΕΩΣ ΠΥΡΡΟΥ ("[moneta] króla Pyrrusa").